# KSS Freizeitpark Schaffhausen
Der KSS Freizeitpark Schaffhausen ist eine Freizeit- und Sportanlage in der Stadt Schaffhausen im Kanton Schaffhausen, Schweiz. Sie befindet sich im Breite-Quartier und wurde in den Jahren 1964 bis 1966 (Freibad und Kunsteisbahn) und 1970 bis 1972 (Hallenbad) durch den renommierten Architekten Ernst Gisel geplant und erstellt. Mit rund 400'000 Eintritten pro Jahr ist die KSS die grösste Freizeitanlage im Kanton Schaffhausen resp. Agglomeration Schaffhausen und wird auch von Besuchern aus dem deutschen Grenzraum genutzt.

## Besitzverhältnisse
Die Bauten sind im Eigentum der Kunsteisbahn- und Schwimmbadgenossenschaft Schaffhausen KSS. Die 43’378 m² Landfläche hat die Stadt Schaffhausen im Baurecht bis 2025 der Genossenschaft abgegeben. Die Stadt Schaffhausen hält wiederum 97 % der Genossenschaftsanteile, hat jedoch an der Generalversammlung aufgrund der Rechtsform einer Genossenschaft nur eine Stimme, es gilt das sogenannte Kopfstimmrecht. Nebst einem jährlichen Beitrag von rund 1,5 Millionen Franken an den Betrieb, finanziert die Stadt Schaffhausen auch die Renovations- und Erneuerungsarbeiten. Derzeit (Stand 2019) überprüft die Stadtregierung die Zweckmässigkeit der derzeitigen Rechtsform.

## Angebot
Der KSS Freizeitpark umfasst folgende Anlagen:
- Freibad
  - 50-Meter-Freibad mit 8 Bahnen und einer Sprunganlage (1, 2 und 3 Meter Sprungbrett). Von Oktober bis April wird das 50-m-Bassin mit einer Traglufthalle überdacht. Ein Teil der Schwimmbahnen steht für öffentlichen Schwimmbetrieb zur Verfügung. Der Grossteil der Bahnen wird durch Schulen und Sportvereine beansprucht.
  - Lehrschwimmerbecken
  - Ausschwimmkanal mit verschiedenen Whirlpools
  - Kinderplantschbecken
  - Breitflächen-Rutschbahn
  - 2 Beachvolleyball-Felder
- Hallenbad mit einer Wasserfläche von ca. 650 m²
  - 25-Meter-Schwimmbecken
  - Lehrschwimmbecken mit einer 60 Meter langen Black-Hole-Wasserrutschbahn mit Wasservorhang, Lichteffekten und Musik

- Eispark

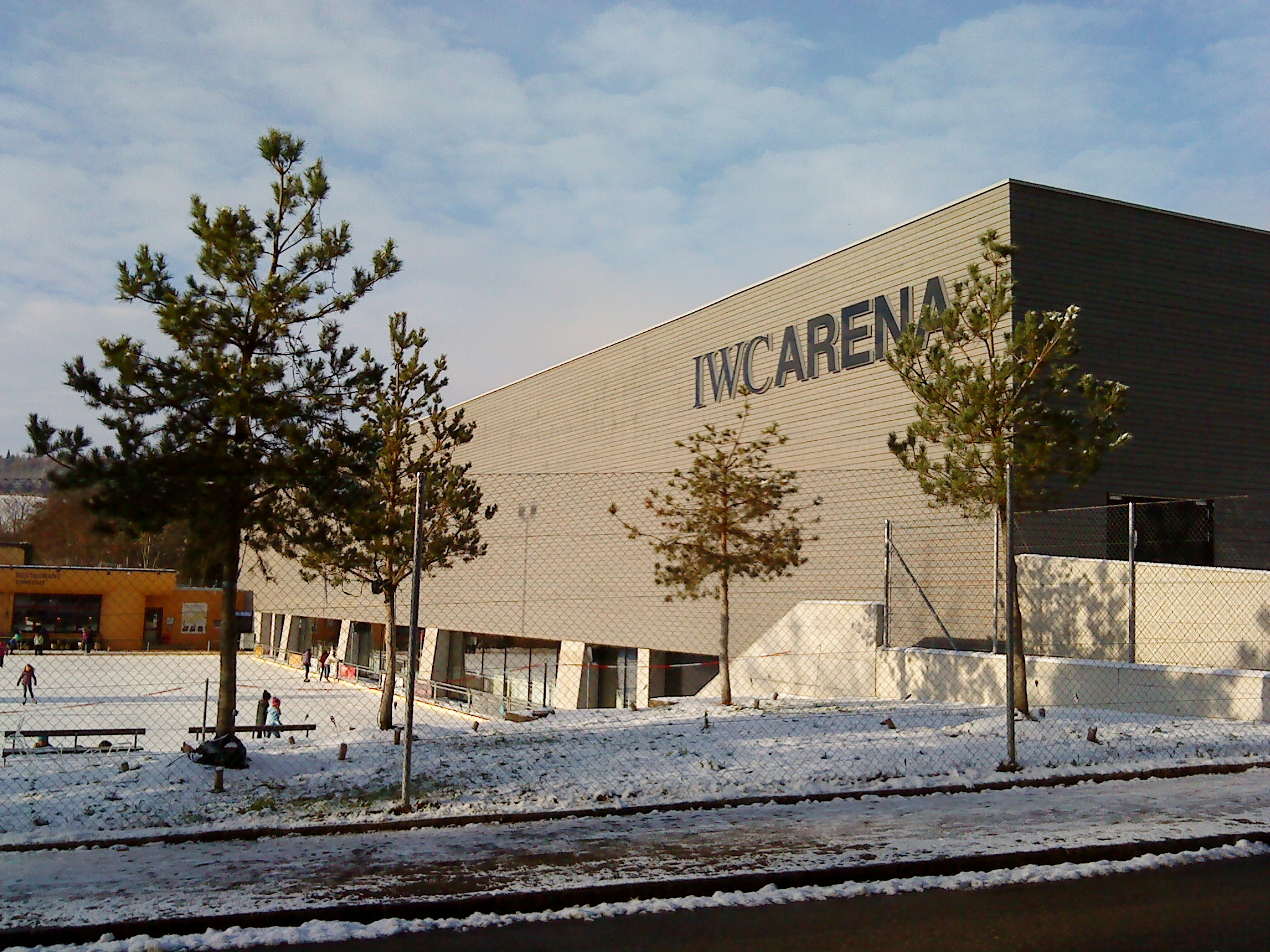
IWC Arena

  - 2 Eisflächen, eines davon ist in der IWC Arena. Die Halle bietet 1'400 Sitzplätze und ist das Heimstadion des EHC Schaffhausen. Namensgeber ist die Schaffhauser Uhrenfabrik IWC. In der IWC Arena fand die Curling-Weltmeisterschaft der Herren 2024 statt.[1]
  - Curling-Halle mit 4 Bahnen
  - Wellnesspark Aisuma mit 3 Saunen (eine davon als Blocksaune) und einem Aussenschwimmteich
- Fitnesscenter
- Restaurant

## Denkmalschutz
Die Anlage ist im Verzeichnis der schützenswerten Kulturdenkmäler (VKD) der Stadt Schaffhausen (Bauten und Gärten) enthalten. Im Jahr 2014 hat der Schweizer Heimatschutz die KSS-Anlage in die Liste «Die schönsten Bauten 1960 bis 1975» aufgenommen. Die zwischen 1984 und 2012 vorgenommenen Umbauten und Veränderung sind aus denkmalschützerischer Überlegung teilweise als Schmälerung der ursprünglichen Gesamtanlage zu werten. Von Relevanz ist die Verkleinerung der offenen Kunsteisbahn durch eine Eissporthalle. Da die ursprüngliche Kunsteisbahn und das Curling-Gebäude vor einigen Jahren durch einen Neubau ersetzt wurden, sind diese nicht Teil der als schützenswert eingestuften Baugruppe.

## Geschichte
1870 wurde im Rhein unterhalb der Feuerthaler Brücke das grösste heute noch in der Schweiz erhaltene Kastenbad, die Rhybadi, gebaut. Auch der Engeweiher diente ab 1925 dem Schwimmclub als Trainingsbecken.
Im Winter wurde jeweils die Fulach gestaut und die Spitzwiese (gegenüber der Brauerei Falken) geflutet. Die Wiese konnte so als Natureisbahn genutzt werden.
Die Wasserqualität des Rheins liess in den 1950er und 1960er Jahren, vor dem Bau der Kläranlagen, immer mehr zu wünschen übrig. Auch kam bei der Bevölkerung der Wunsch auf, im Winter in einem Hallenbau zu schwimmen. Die SBB planten zusammen mit der Stadt Schaffhausen, auf der Spitzwiese im Herblingertal einen Rangierbahnhof zu erstellen. Um Druck auf die Stadt auszuüben, wurde 1958 in Schaffhausen ein Interessenkomitee für den Bau eines Schwimmbades und einer Kunsteisbahn gegründet.
Als Vorbereitung für den Bau eines Schwimmbads und Kunsteisbahn nahm die Stadt 1961 eine grosse Arrondierung des vorgesehenen Bauplatzes auf der Breite vor und tauschte im Verhältnis von 5:12 mit dem Kanton Schaffhausen Land im Herblingertal ab.
Der Bau eines Schwimmbads und einer Kunsteisbahn wäre eigentlich die Aufgabe der öffentlichen Hand gewesen. Die Stadt Schaffhausen war jedoch durch die Erstellung verschiedener grosser Infrastrukturprojekte wie z. B. dem Bau des Kraftwerks Schaffhausen, dem Bau des Industriegebiets Herblingertal sowie der Erstellung von Schulhäusern finanziell in einer angespannten Situation. Um trotzdem eine zeitgerechte Freizeitanlage erstellen zu können, wurde 1962 auf privater Initiative hin die Kunsteisbahn und Schwimmbad-Genossenschaft Schaffhausen, KSS gegründet. Diese wollte den Betrieb auf privater Basis durchführen und die Finanzierung mit Hilfe der Behörden, der Industrie, des Gewerbes und der gesamten Bevölkerung an die Hand nehmen. Im gleichen Jahr gewann der Architekt Ernst Gisel den Wettbewerb für den Bau des Schwimmbades und der Kunsteisbahn auf der Breite.
1963 stimmte die Stadt Schaffhausen dem Baurechtsvertrag über 2 Millionen Franken zu mit der KSS zu. 1964 wurde mit dem Bau der Kunsteisbahn und des Schwimmbads begonnen. 1965 wurde die Kunsteisbahn provisorisch eröffnet. Ab dem 4. Juni 1966 fand die offizielle Einweihung Volkssportanlage KSS statt.
Am 8. April 1972 wurde auch das Hallenbad KSS offiziell eröffnet.
Die Bauausführung übernahm der Schaffhauser Architekt und Bauleiter Heini Stamm. Auch für den Hallenbadbau spendete die Schaffhauser Industrie und private Gönner über 1,2 Millionen Franken.
Total kamen für den Bau der ganzen KSS-Anlage über vier Millionen Franken auf privater Basis zusammen.
Bis 1969 konnte die KSS ausgeglichene Rechnungsabschlüsse vorweisen. Der stark gestiegene Ölpreis, bei 350'000 Eintritten stagnierende Besucherzahlen sowie die allgemein gestiegenen Unkosten drückten stark auf die Bilanz der KSS. Das jährliche Defizit von über 450'000 Franken beinhaltete unter anderem auch die Zinskosten eines städtischen Darlehens im Betrage von 3,5 Millionen Franken. Die Stadt hätte 1966 eigentlich als Bauherr auftreten und für die Gesamtfinanzierung einstehen müssen. Dieses Versäumnis wurde 1976 korrigiert. Das Stimmvolk bewilligte die Übernahme des städtischen Darlehens durch die Stadt. Dadurch konnte die KSS rund 200 000 Franken jährlich an Zinskosten einsparen.
1984 wurde im Hallenbad eine Wasserrutschbahn erstellt. 1985 wurde eine Aussengarderobe in ein Kieser-Fitnesscenter umgebaut. Als eines der ersten Freibäder der Schweiz nahm die KSS, dank grosszügigen Spenden aus der Wirtschaft, 1987 eine Wildwasserrutschbahn in Betrieb. 1987 wurden die beiden Eisfelder saniert und über eines derselben wurde eine Dachkonstruktion (Holzträger und Foliendach) erstellt. Somit verfügte die KSS über eine Eishalle mit integrierter Tribüne.
1988 war die KSS-Anlage zum ersten Mal Etappenort der Tour de Suisse.
1996 wurde die Technik des Freibades erneuert. Gleichzeitig wurde zwischen dem Hallenbau und dem 50-Meter-Becken ein Ausschwimmkanal mit verschiedenen Sprudeleinrichtungen erstellt. Durch die Abwärme der Kunsteisbahn aufgeheizt, kann der Ausschwimmkanal auch im Winter benutzt werden. Die Kosten von 6,9 Millionen Franken wurden nach einer Volksabstimmung durch die Stadt Schaffhausen übernommen. 2000 wurde eine Wellness-Anlage mit drei Saunen, eine davon als Blockhaus-Sauna im Freien, sowie ein Badeteich erstellt.
Im Oktober 2003 wurde über dem 50-Meter-Aussenbecken zum ersten Mal die neue Traglufthalle aufgestellt. Die Halle ist mit einem Gang mit dem Hallenbad verbunden. Die neue Traglufthalle ermöglicht die Benutzung des 50-Meter-Beckens auch im Winter und entlastet so das Hallenbad.
2008 wurde im Freibad die Wasserrutschbahn durch eine Breitflächen-Rutschbahn ersetzt. 2010 wurde die neue Eishalle, die IWC Arena eröffnet. Die Halle kostete 10 Millionen Franken und wurde von der Stadt Schaffhausen finanziert. Gleichzeitig wurde auch die neue Curlinghalle in Betrieb genommen. 2018 wird die Traglufthalle durch eine Neue ersetzt.
In der IWC Arena fand die Curling-Weltmeisterschaft der Herren 2024 statt.

## Zukunft
Das 1972 eröffnete Hallenbad ist baulich und technisch am Ende seiner Nutzungsdauer angelangt. Grössere Sanierungen des Hallenbads liegen mehr als 20 Jahre zurück. Seit der Zeit des Baus der Anlagen haben sich zudem die Bedürfnisse der verschiedenen Nutzergruppen u. a. Schulen und Sportvereine, verändert. 2017 schlug der Stadtrat eine Grundsanierung in einer ersten Etappe und in einer zweiten Etappe eine Erweiterung der bestehenden Anlage vor. Die vorberatende Parlamentskommission schlug vor, dass auch ein Neubau geprüft werden soll. In der Folge zog der Stadtrat die Vorlage zurück.
Unter Einbezug der verschiedenen Nutzergruppen wurde anschliessend ein Raum- und Beckenprogramm entwickelt. Im November 2019 präsentierte der Stadtrat eine neue Vorlage mit einem Neubau. Neu sollen im 25-Meter-Hauptbecken acht statt sechs Bahnen zur Verfügung stehen. Neben einem vergrösserten Kinderplanschbecken ist eine Rutschanlage geplant. Zudem soll neu ein Lehrschwimmbecken mit Hubboden sowie ein Kurs- und ein Sprungbecken geschaffen werden. Die Wasserfläche soll von derzeit ca. 650 m2 auf ca. 1000 m2 erhöht werden. Im neuen Gebäude sollen auch Räume für Fitness, Gesundheit und Wellness integriert sein. Zur Vereinfachung der Betriebsabläufe ist ein zentraler Eingangsbereich mit Restaurant vorgesehen. Der Neubau mit Tiefgarage ist auf dem heutigen Parkplatz der KSS vorgesehen. So kann das bestehende Hallenbad bis zur Erstellung des Neubaus in Betrieb bleiben.
Das Hallenbad ist im Verzeichnis der schützenswerten Kulturdenkmäler der Stadt Schaffhausen enthalten. Ob ein Abriss möglich ist, ist noch unklar. Mögliche andere Nutzungen sollen im Verlauf des mehrjährigen Planungs- und Bauprozesses geprüft werden. In einer ersten groben Schätzung wird mit Kosten von rund 70 Mio. Franken gerechnet, Abweichungen ±30 %. Da das Hallenbad zu rund einem Drittel aus den übrigen Gemeinden des Kantons Schaffhausen besucht wird, erachtet es der Stadtrat als angemessen, wenn sich auch der Kanton an den Betriebs- und Investitionskosten beteiligt. Der Stadtrat ist dazu mit dem Regierungsrat im Gespräch.
Für den Entscheid über den Neubau «KSS» Hallenbad ist eine Rahmenkreditvorlage vorgesehen. Das Projekt soll nach der Volksabstimmung in einem Wettbewerb entwickelt werden. Für die Erarbeitung der Grundlagen für die Rahmenkreditvorlage beantragt der Stadtrat einen Kredit in der Höhe von 450'000 Franken. Über den Kredit für den Neubau soll voraussichtlich im Jahr 2022 das Volk entscheiden. Baubeginn dürfte frühestens 2026 sein, Eröffnung 2028.
Am 19. November 2023 hat die Schaffhauser Bevölkerung dem 80 Millionen Franken Kredit für ein modernes Hallenbad zugestimmt. 77,5 % der Stimmberechtigten sprachen sich im Kanton Schaffhausen für einen Kredit von 12 Millionen Franken aus. Auch die Bevölkerung der Stadt Schaffhausen stimmte dem knapp 32 Millionen Franken Kredit zu. Die Jakob und Emma Windler-Stiftung hat sich bereit erklärt, den Neubau mit maximal 30 Millionen Franken zu unterstützen.

## Vereine
Die folgenden Sportvereine haben ihre Trainings- und Wettkampfstätte auf der KSS:
- EHC Schaffhausen
- Curling Schaffhausen[12]
- Eislaufgemeinschaft Schaffhausen[13]
- Schwimmclub Schaffhausen[14]
- Tristar, Schaffhausen (Triathlon)[15]
- SLRG, Schaffhausen[16]